# Royaume de Bourgogne (534-843)
Pour les articles homonymes, voir Bourgogne, Royaume de Bourgogne et Royaume des Burgondes.
534–843
Entités précédentes :
- Royaume des Burgondes

Entités suivantes :
- Francie occidentale :
- Bourgogne franque
- Francie médiane : Bourgogne impériale :
- Haute-Bourgogne
- Basse-Bourgogne

Le royaume de Bourgogne (ou royaume d'Orléans ou premier royaume de Bourgogne) est un royaume mérovingien (ou Teilreich), puis carolingien, qui a existé de 534 à 843. Issu de la conquête du royaume des Burgondes par les Francs en 534, il s'étendait initialement de Blois au lac de Constance et de Troyes à Arles, avec Orléans comme capitale. Son apogée territorial se situe entre 587 et 628. Son territoire sera ensuite diminué au VIIe siècle puis sous les Carolingiens.
Il disparaît lorsque l'Empire carolingien est partagé entre les fils de Louis le Pieux par le traité de Verdun (843). Le royaume de Bourgogne est alors scindé entre la Francie occidentale et la Francie médiane. La partie occidentale (à l'ouest de la Saône), avec Dijon, Chalon et Auxerre, est à l'origine du duché de Bourgogne, fief du royaume de France à partir de 987 ; la partie orientale est à l'origine de plusieurs entités féodales : le comté de Bourgogne (future Franche-Comté), la Bourgogne transjurane (Suisse occidentale, nord de la Savoie et Val d'Aoste), la Bourgogne cisjurane et le comté de Provence, intégrées au Saint-Empire romain germanique à partir de 1032.

## Origine: le royaume des Burgondes
Le royaume des Burgondes (Regnum Burgundionum), que l’on peut considérer comme le premier royaume de Bourgogne, doit son nom au peuple burgonde, venu s’installer en 443 sur les bords du lac Léman en Sapaudie. Gondebaud (mort en 516) et son fils Sigismond (roi en 516-523) sont les souverains les plus marquants de ce royaume. À son apogée, ce royaume occupa un espace considérable : il trouvait ses limites, au nord à Langres, au midi jusqu'à Cavaillon, et même Marseille entre 484 et 501. À l’ouest il s'étendait jusqu’à Nevers, et au nord-est jusque sur les bords du lac de Constance. Son existence fut éphémère : de 444 à 534. Les visées franques de Clovis Ier, en 500 ou 501, furent poursuivies par ses fils, Clodomir, roi d'Orléans, lors de plusieurs campagnes militaires qui se sont déroulées entre 532 et 534, Childebert, roi de Paris, et Clotaire, roi de Soissons, qui finissent par mettre un terme au Royaume burgonde.

## Histoire du royaume de Bourgogne

### Période mérovingienne
Les Mérovingiens intègrent le Royaume burgonde aux différents royaumes mérovingiens mais lui conservent son individualité et ses lois. Ses frontières sont néanmoins élargies vers 561, puis à nouveau en 567 et 575 enfin en 587 marquant sa période d'apogée jusqu'en 628. Lui sont adjoints :
- La partie prise à la Neustrie qui deviendra la Bourgogne neustrienne[7] :
  - la future province de l'Orléanais
  - le Senonais (Sens)
  - L'Auxerrois
  - Paris et l'actuel Essonne[3]
  - Les 2/3 sud de la Seine-et-Marne

- Ce qui deviendra la Champagne bourguignonne[8]
  - la majeure partie de l'actuel département de l'Aube avec Troyes et Brienne-le-Château[9]
  - Le sud-ouest de la Marne avec Sézanne

- L'ancien territoire bituriges
  - les futurs départements du Cher et de l'Indre
  - la moitié ouest du Bourbonnais

- L'ancien territoire burgonde de
  - La vallée d'Aoste
  - Le Val de Suse

La Provence est également ajoutée depuis 536 mais initialement sans le secteur d'Aix-en-Provence, dévolue à Sigebert,.

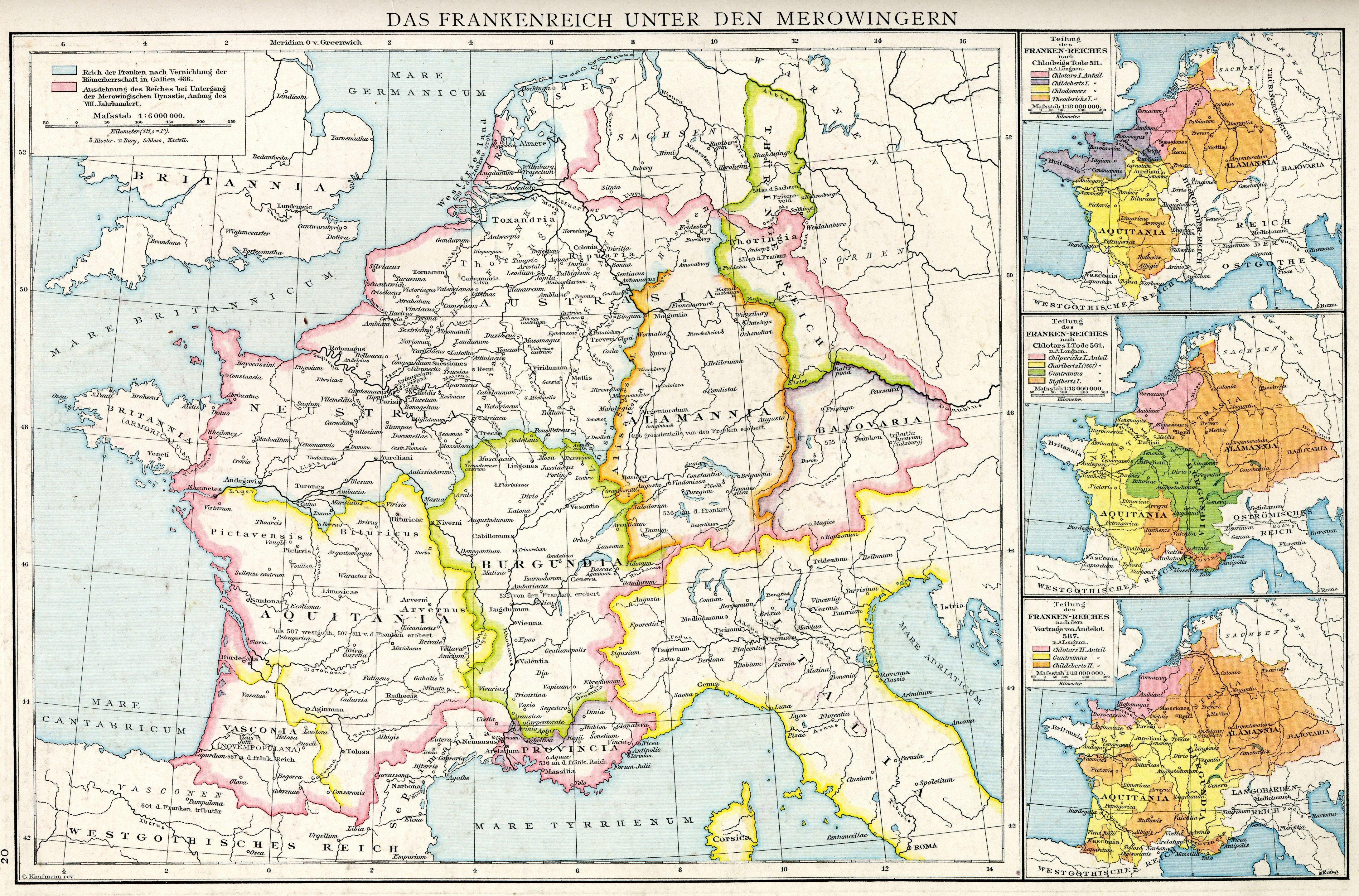
Regnum Francorum divisé au VIIe siècle

La Burgondie apparaît toujours comme une entité géopolitique, au même titre que la Neustrie et l'Austrasie, les Mérovingiens y installent un roi dont les plus connus furent Gontran, et Dagobert. Si la capitale du royaume demeure à Orléans jusqu'au début du VIIIe siècle, c’est à Chalon-sur-Saône, mieux situé, que Gontran et les souverains suivants résideront le plus souvent. Il y réunit des conciles et fait ériger en 577 à Saint-Marcel une basilique et un monastère. Mais en 613, après la capture et la mise à mort à Renève de la reine Brunehaut, il n'y a plus de roi résidant en Bourgogne. Le roi de Neustrie Clotaire II réunit la Bourgogne à ses États. La Bourgogne va commencer à perdre les territoires récemment accumulés. En 631 l'ancien territoire biturige retourne à l'Aquitaine. En 687, au lendemain de la bataille de Tertry, le royaume de Bourgogne-Neustrie disparaît à son tour. Le vainqueur, l'Austrasien Pépin de Herstal fait l'unité des royaumes francs. En 751, le règne des Mérovingiens s'achève et Pépin le Bref couronné roi des Francs ouvre l'ère des souverains carolingiens.
La reine Brunehaut et l'évêque d'Autun Léger ont été les personnages bourguignons les plus marquants des temps mérovingiens.

### Période carolingienne
Le royaume de Bourgogne cesse d'apparaître en tant que réalité géopolitique avec les Carolingiens. L'héritage des Burgondes et notamment la loi Gombette, qui avait survécu jusque-là, va bientôt disparaître. Le vaste territoire de l’ancien regnum Burgundiæ est réparti par Charles Martel en quatre commandements, ayant chacun son gouverneur :

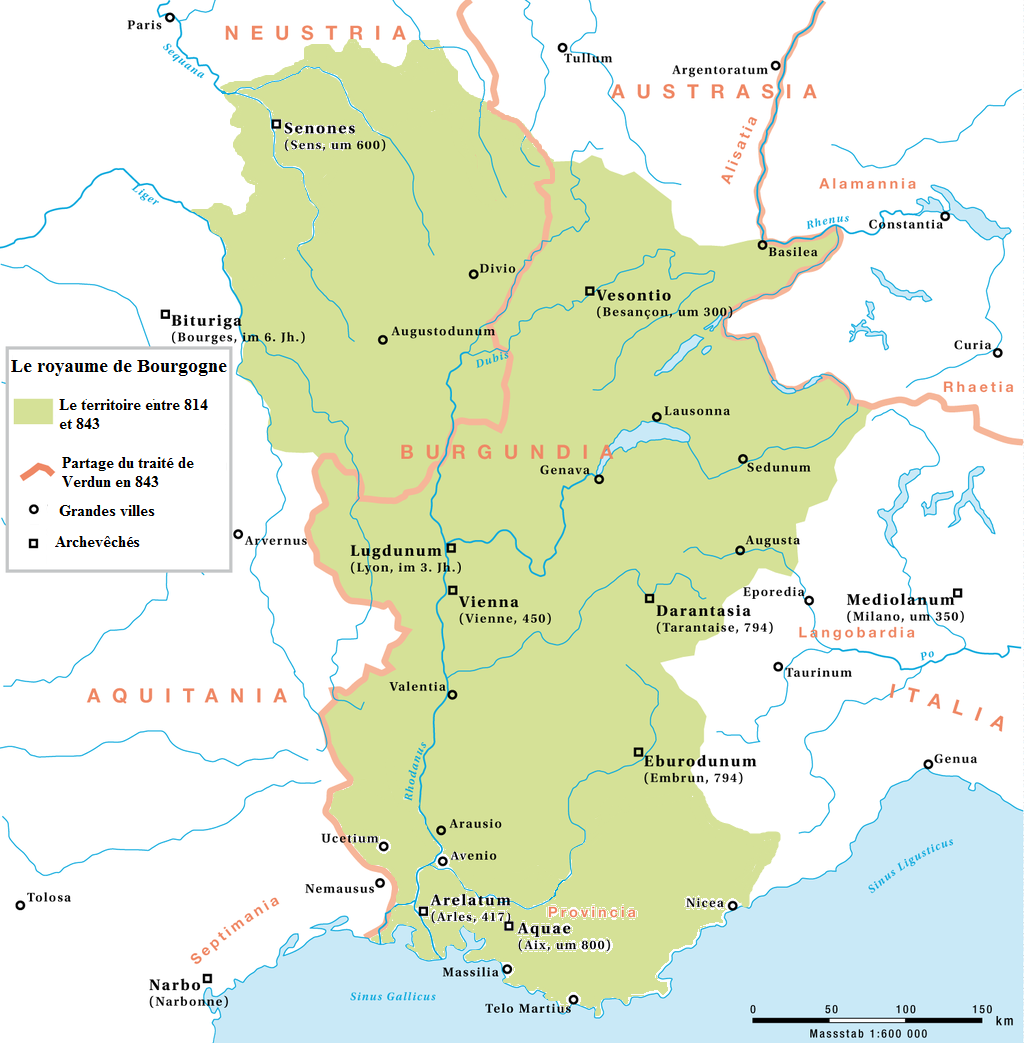
Le Royaume de Bourgogne sous les carolingiens

- une Bourgogne provençale ou Arlesienne, (Provence, Vivarais, Drôme, Hautes alpes, ainsi qu'une une partie de l'Isère (sud) et du Gard (est))
  - une Bourgogne cisjurane ou viennoise, (Du Forez au Briançonnais)
- une Bourgogne transjurane (De la Haute Savoie au comté de Bourgogne)
- une Bourgogne franque[15]. (De Moulins à Troyes, futur duché de Bourgogne)

Elle perd ensuite au cours de la première moitié du IXe siècle presque toutes les provinces qui lui avaient été ajoutées : le centre de la France (équivalent de l'Orléanais et le sud de l'Ile de France) ainsi que la Bourgogne alémanique, le centre nord l'actuelle Suisse germanophone. Pour cette dernière, la date exacte reste inconnue, elle se situerait entre la fin du VIe siècle et le VIIIe siècle. La Provence va entrer et sortir plusieurs fois du royaume à différentes époques. La Bourgogne retrouve presque, ses frontières du temps des Burgondes. Des ajouts du VIe siècle, seuls les secteurs de Troyes et de Sens restent encore bourguignon et seront appelés jusqu'au Xe siècle : la Champagne bourguignonne.
Certains textes de cette époque parlent encore de Burgundia ou de regnum Burgundiæ, mais ces appellations n'ont plus qu'un simple caractère géographique. L'œuvre des Carolingiens, marquée par une forte centralisation, a consisté à mettre en place des comtés bourguignons, qui sont des nouvelles circonscriptions administratives, appelées aussi pagi, calquées sur les anciennes civitates gallo-romaines. À la tête de ces comtés, un comte, dépendant directement du palais, l'égal de son voisin. Les grands de Bourgogne réfractaires à toute autorité centralisée, sont « mis au pas » et réduits à l'obéissance.
Mais la dynastie carolingienne porte en elle les germes de sa destruction. Les partages successifs du royaume entre les héritiers détruisent l'unité de la monarchie que Charlemagne et ses aïeux avaient construite. Les compétitions et les rivalités, faisant le lit de la féodalité, vont permettre l'émergence de dynasties comtales avides de se pousser au premier plan.

### Le traité de Verdun: la fin du royaume de Bourgogne

Division de la Bourgogne lors du traité de Verdun de 843

Le traité de Verdun met fin à l'unité de l'empire de Charlemagne et achève l'existence ce premier royaume de Bourgogne. La mutilation que le traité fait subir à la Bourgogne donne naissance, à l’ouest de la Saône, à la Bourgogne franque qui va aboutir au duché de Bourgogne, et à l’est et au sud de cette rivière, à une Bourgogne impériale, lot de l’empereur Lothaire.

### Evolution du territoire bourguignon

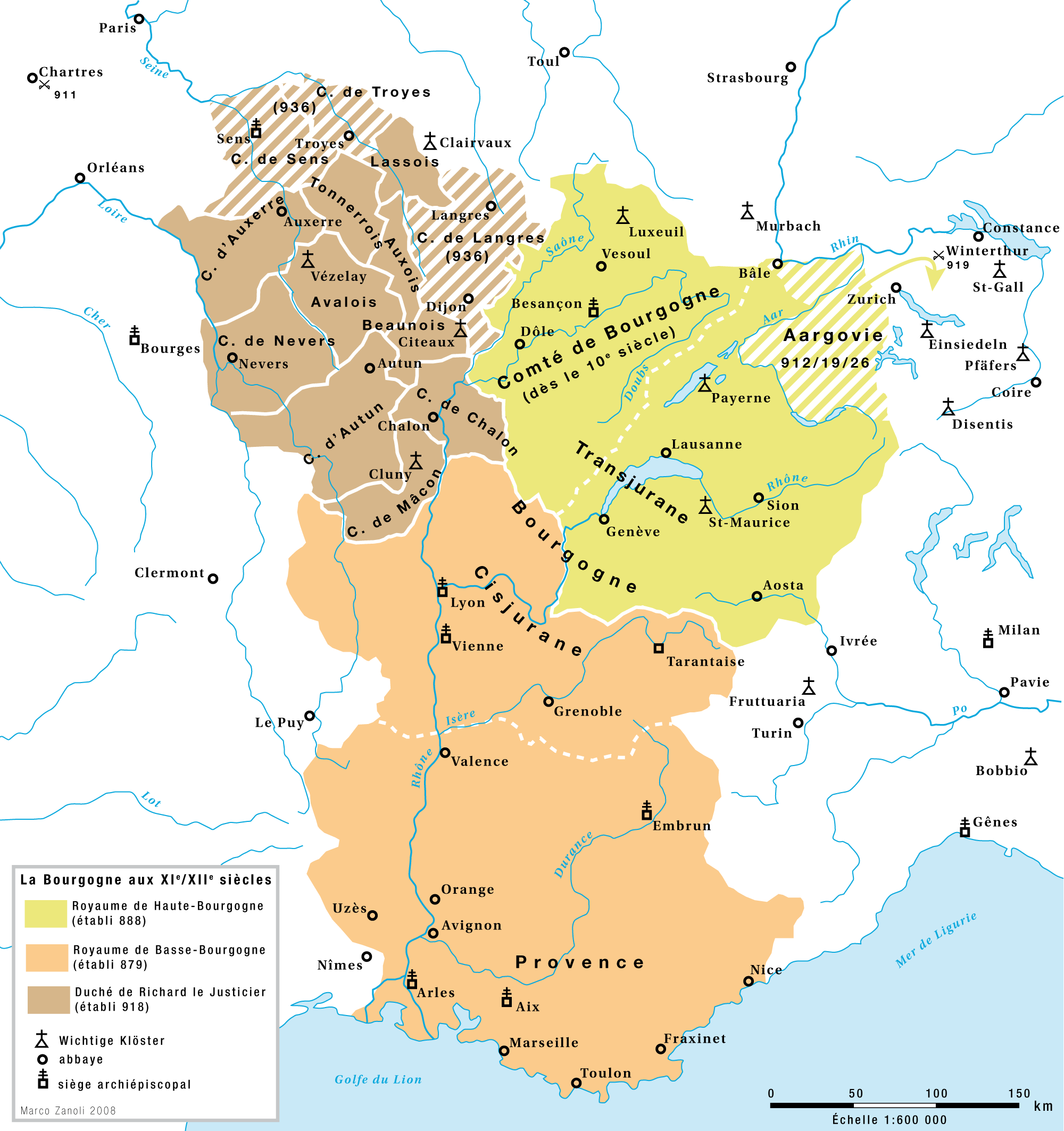
Bourgogne franque et les royaumes de Haute et de Basse Bourgogne

Les décennies suivantes sont marquées par les raids vikings au nord de la Francie, et sarrasins au sud, favorisant l’autonomie des provinces qui deviennent des principautés féodales héréditaires.
Au IXe siècle, la Bourgogne impériale va se scinder en deux et voit naître, en son sein, deux royaumes :
- le premier, au sud, de la vallée du Rhône aux rives de la Méditerranée, qui prend le nom de « royaume de Basse-Bourgogne » appelé aussi « royaume de Provence » ;
- le second, appelé « royaume de Haute-Bourgogne », initialement en Helvétie (en Transjurane, au-delà des monts du Jura), intègre rapidement d'autres domaines, comme le comté de Bourgogne, une partie de la Savoie et la vallée d’Aoste[Note 2].

Vers 933, sous le règne de Rodolphe II, roi de Bourgogne transjurane, les deux royaumes s'unissent. Le royaume ainsi formé prend le nom de « Second royaume de Bourgogne », ou « Royaume d'Arles » et se place sous la suzeraineté des souverains germaniques à partir de 1032.
La Bourgogne Franque, quant à elle, deviendra le duché de Bourgogne au début du Xe siècle.

## Institutions

### Divisions territoriales

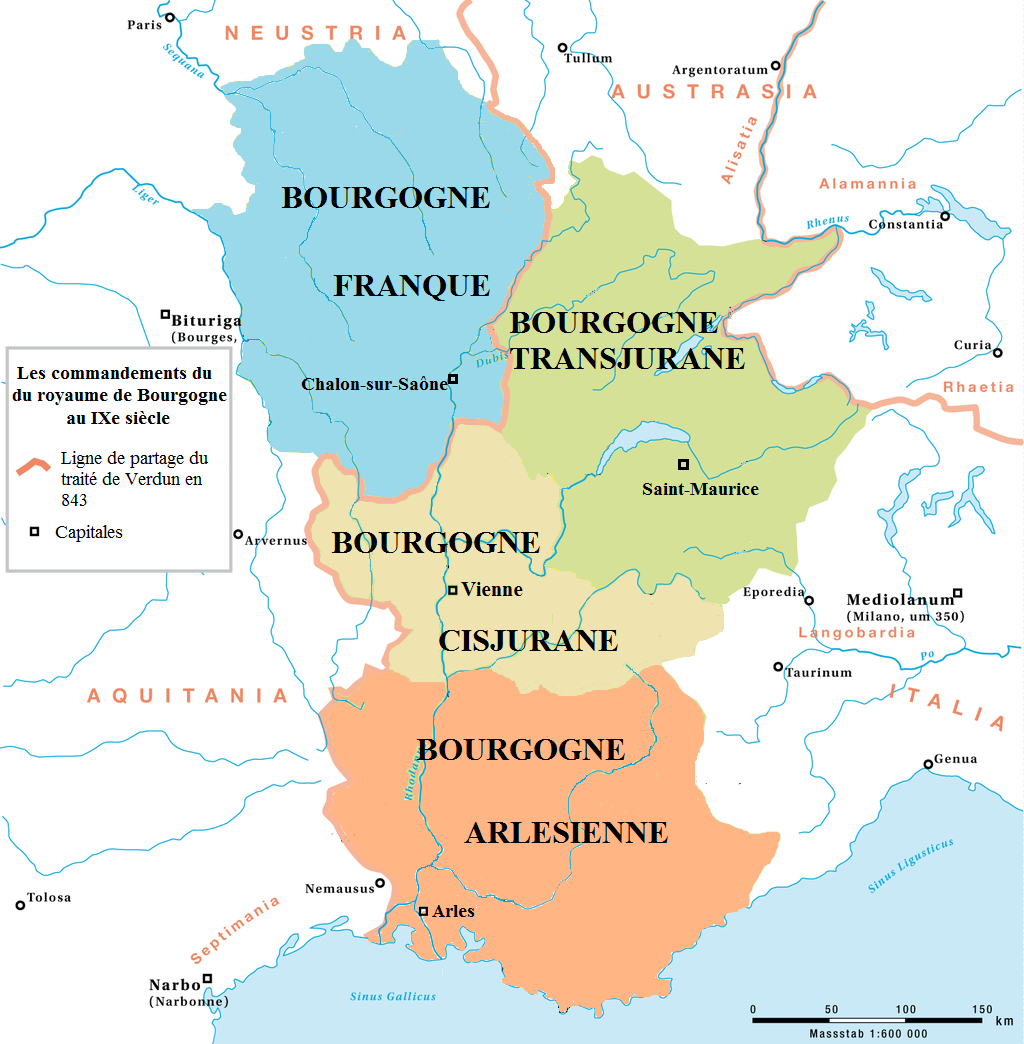
Les 4 commandements bourguignons (IXe siècle)
Les pagi carolingiens en « Bourgogne franque » (IXe siècle)
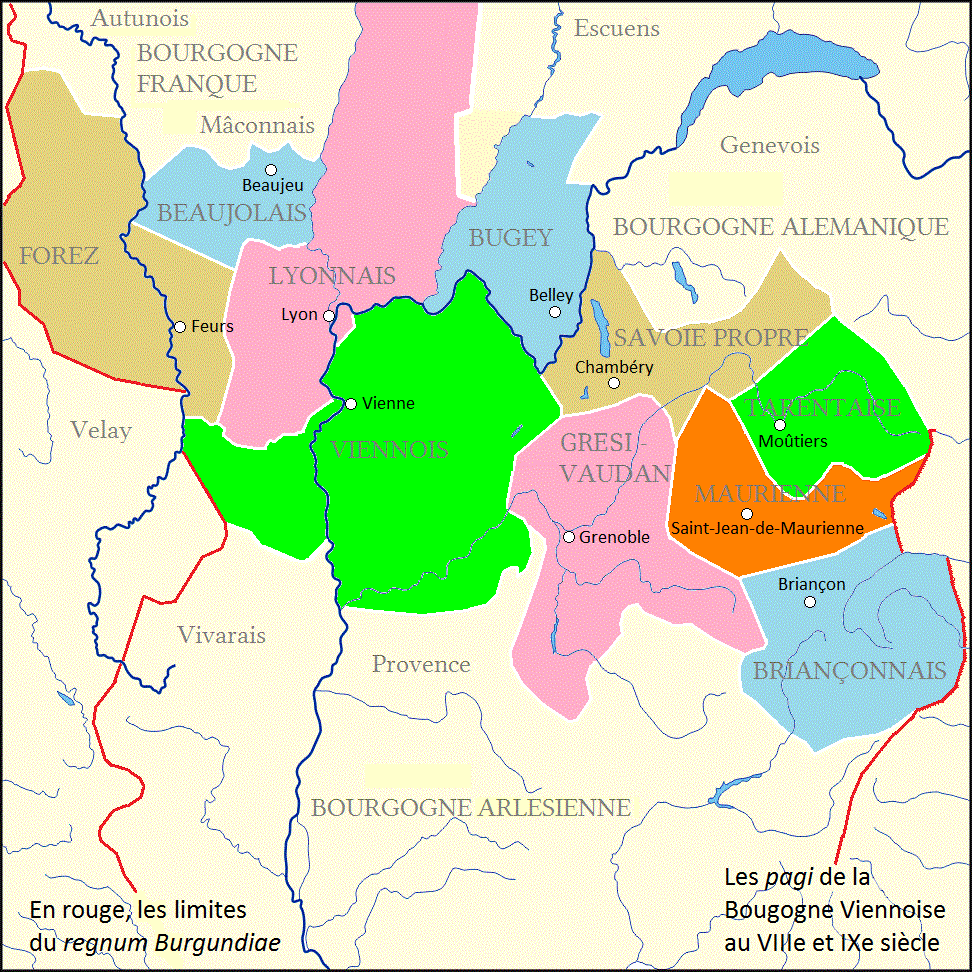
Les pagi carolingiens en « Bourgogne cisjurane » ou « Bourgogne viennoise » (IXe siècle)
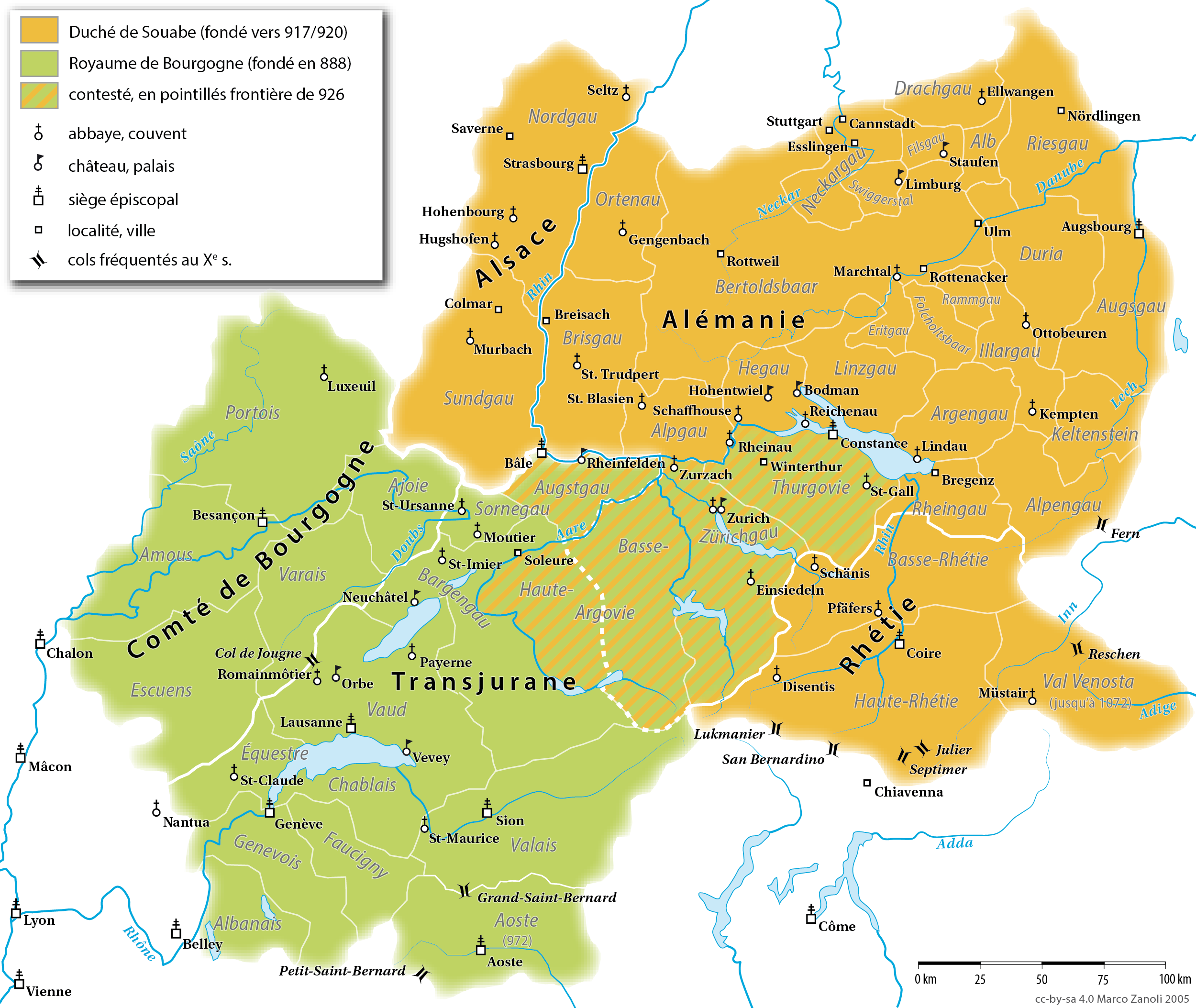
Les pagi de Haute-Bourgogne ou Bourgogne Transjuranne

## Tentative de Charles le Téméraire de recréation d'un royaume de Bourgogne

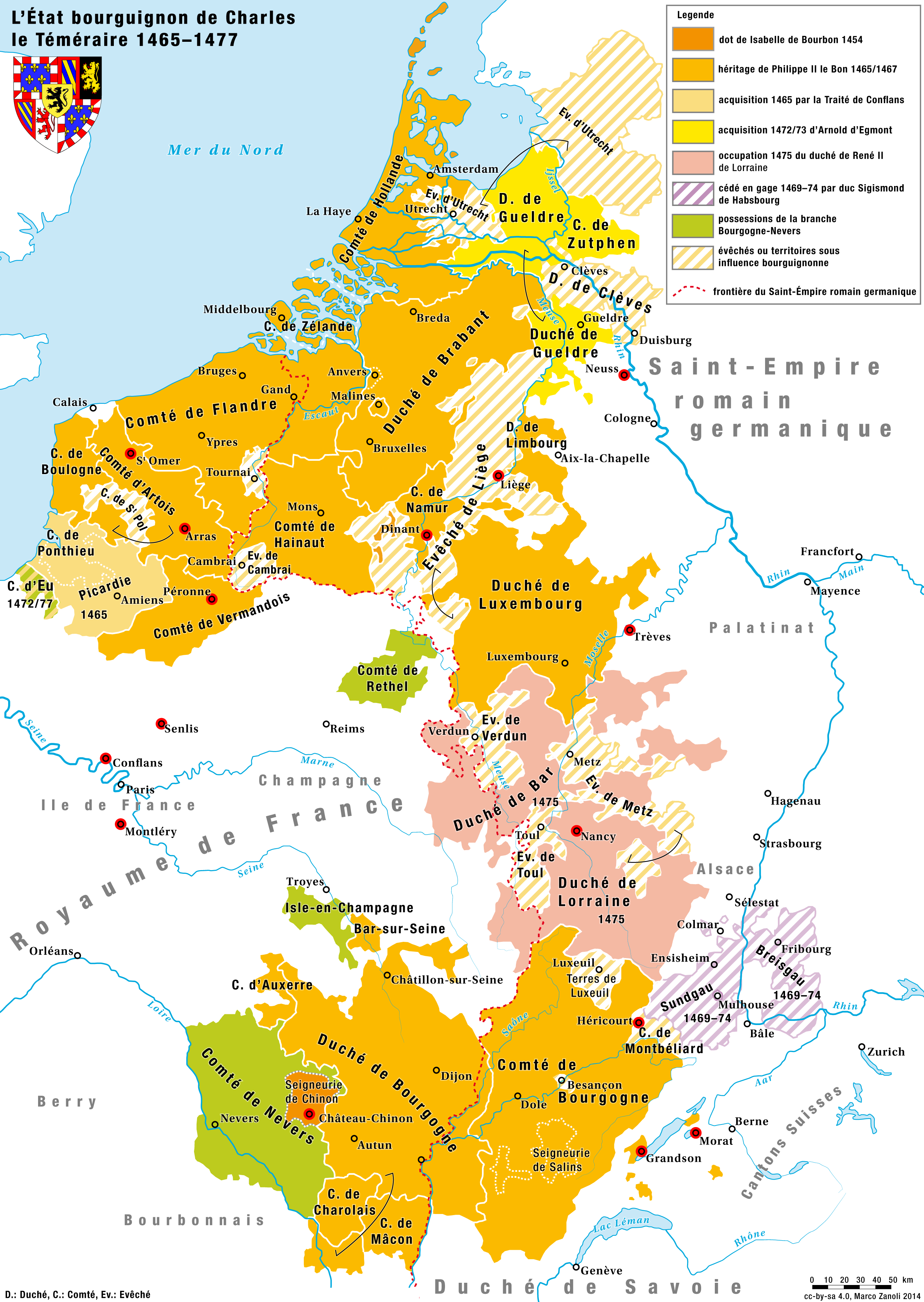
Les états bourguignons sous Charles le Téméraire

En novembre 1471, Charles le Téméraire se déclare affranchi de la suzeraineté du roi de France. De cette volonté de ne plus être le vassal même théorique de deux souverains européens, le roi de France et l'empereur du Saint-Empire romain germanique. Charles reprit donc à son compte le projet de son père de ceindre une couronne royale. Mais alors que celui-ci se fondait sur le souvenir du royaume carolingien de Lotharingie, Charles se réfère davantage aux différents royaumes de Bourgogne : des Burgondes, des Mérovingiens, des Bivinides et des Welfs. Si l'existence du royaume de Lotharingie entre 855 et 900 avait été oubliée, le souvenir des différents royaumes de Bourgogne était encore présent et il avait l'avantage de rappeler par son nom le titre principal des détenteurs des États bourguignons.
Aussi, en 1473, lors de la conférence de Trèves qui se déroula entre le 30 septembre et le 25 novembre, l'empereur Frédéric III du Saint-Empire, qui avait refusé d'aider Charles le Téméraire à se faire élire roi des Romains pour en faire son successeur, accepta d'ériger ses possessions en terre d'empire en un royaume de Bourgogne indépendant. L'empereur avait accepté également de faire entrer dans la souveraineté de ce royaume de Bourgogne le duché de Lorraine, le duché de Savoie (qui incluait alors le Piémont, la Bresse, le Bugey, le Pays de Vaud, Genève, le duché de Clèves, les évêchés d'Utrecht, Liège, Toul et Verdun. Les ducs de Savoie, de Lorraine, de Clèves et les quatre évêques seraient devenus les vassaux du roi de Bourgogne. Charles exigea également la souveraineté de la Bourgogne sur les cantons suisses. Cependant, l'empereur rompit les pourparlers la veille même du couronnement. Les prétentions de Charles le Téméraire amenèrent les Confédérés suisses et leurs alliés à le combattre lors des guerres de Bourgogne qui débutèrent en 1474.
Ce projet inspira les plans de démantèlement de la France que firent Hitler et Himmler pendant la Seconde Guerre mondiale : un État de Bourgogne, allié de l'Allemagne nationale-socialiste aurait été créé et confié à Léon Degrelle qui aurait été chancelier de Bourgogne ; ce projet fut évoqué après la guerre par Léon Degrelle mais aussi par Felix Kersten,.